# 崇祯长编
《崇祯长编》，中国清朝汪楫撰写，是记载明朝末年崇祯年间史事的编年体史书。

## 內容架構
该书现存六十八卷，其中最后二卷未见署名。全书体例模仿《明实录》，围绕崇祯帝的活动，分月记述。前六十六卷记述自天启七年（1627年）八月起，至崇祯五年（1632年）十二月的史料。

### 痛史本
后二卷又名《痛史本》，记载了起自崇祯十六年（1643年）十月，止于十七年（1644年）三月崇祯帝亡国止的史料。全书保留了大量明朝公文、奏疏等一手材料，价值较高。

## 刊本
《痛史》1911年9月由商务印书馆印行。前六十六卷则到1967年方由台湾中央研究院历史语言研究所据旧抄本影印刊行。

## 外部連結
- 《崇禎長編》 （页面存档备份，存于）. 國學導航